# 12343 Martinbeech
12343 Martinbeech eller 1993 DT1 är en asteroid i huvudbältet som upptäcktes den 26 februari 1993 av Spacewatch vid Kitt Peak-observatoriet. Den är uppkallad efter astronomen Martin Beech.
Asteroiden har en diameter på ungefär 5 kilometer.